# Pistolin (bande dessinée)
Pistolin est une série de bande dessinée initialement parue dans le journal Pistolin de 1955 à 1956 dont le scénario est de René Goscinny et les dessins de Victor Hubinon.

## Synopsis
Cette série humoristique met en scène Pistolin, un jeune garçon. L’action se situe dans un cirque, Pistolin étant le neveu d’un clown nommé Caféolé. Rapidement, Pistolin se découvre une affinité particulière avec les animaux et devient dompteur. Il est ainsi toujours accompagné de Nestor, un lion pour le moins pacifique.

## Publication
En plus du journal Pistolin, la série fut reprise dans Récréation, le supplément jeunesse du quotidien belge La Dernière Heure puis dans Pilote de 1959 à 1960.

## Album
Longtemps inédite en album, la série a finalement été publiée en 1999 dans Les Archives Goscinny (deuxième tome : Les Aventures de Pistolin) chez Vents d'Ouest.
- Épisodes :

1. Aventure au cirque
2. Aventure au château